# Pacífico de San Severino
San Pacífico de San Severino (1 de marzo de 1653 - 24 de septiembre de 1721) fue un religioso italiano. Es venerado como santo en la iglesia católica.

## Biografía
Carlo Antonio Divini nació en San Severino, hijo de Antonio M. Divini y Mariangela Bruni. Sus padres murieron pronto después de su confirmación católica cuando sólo tenía tres años. Sufrió muchas penurias hasta diciembre de 1670, cuando tomó el hábito franciscano en el Orden de los Reformati en Forano, en Ancona. Pacífico fue ordenado el 4 de junio de 1678, convirtiéndose en Lector (o Profesor) de Filosofía desde 1680 a 1683. Después de seis años, trabajó como misionero católico entre los alrededores. Durante 29 años, sufrió enfermedades e incluso se quedó ciego. Incapaz después de participar en misiones, se dedicó a la vida contemplativa. Siempre decía que "dio sus males con paciencia angelical, fue bendecido con varios milagros, y se vio favorecido por Dios con el éxtasis". A pesar de ello, desde 1692 hasta 1693 ocupó el cargo de guardián en el convento de Maria delle Grazie en San Severino, donde falleció más tarde. Su causa de beatificación se inició en 1740, fue beatificado por el Pío VI, el 4 de agosto de 1786, y canonizado solemnemente por Gregorio XVI, el 26 de mayo de 1839. Su fiesta se celebra el 24 de septiembre.